# يعقوب أندرسون
يعقوب أندرسون (بالإنجليزية: Jacob Anderson)‏ هو مغن ومؤلف ومغني وممثل بريطاني، ولد في 18 يونيو 1990 بلندن في المملكة المتحدة. بدأ مشواره المهني سنة 2003.

## أعمال

### أفلام
- (2018) السيد الأعلي

### مسلسلات
- صراع العروش

## وصلات خارجية
- يعقوب أندرسون على موقع IMDb (الإنجليزية)
- يعقوب أندرسون على موقع ألو سيني (الفرنسية)
- يعقوب أندرسون على موقع ميوزك برينز (الإنجليزية)
- يعقوب أندرسون على موقع أول موفي (الإنجليزية)
- يعقوب أندرسون على موقع أول ميوزيك (الإنجليزية)
- يعقوب أندرسون على موقع ديسكوغز (الإنجليزية)
- يعقوب أندرسون على موقع قاعدة بيانات الفيلم (الإنجليزية)
- يعقوب أندرسون على موقع كينوبويسك (الروسية)